# Aneides aeneus

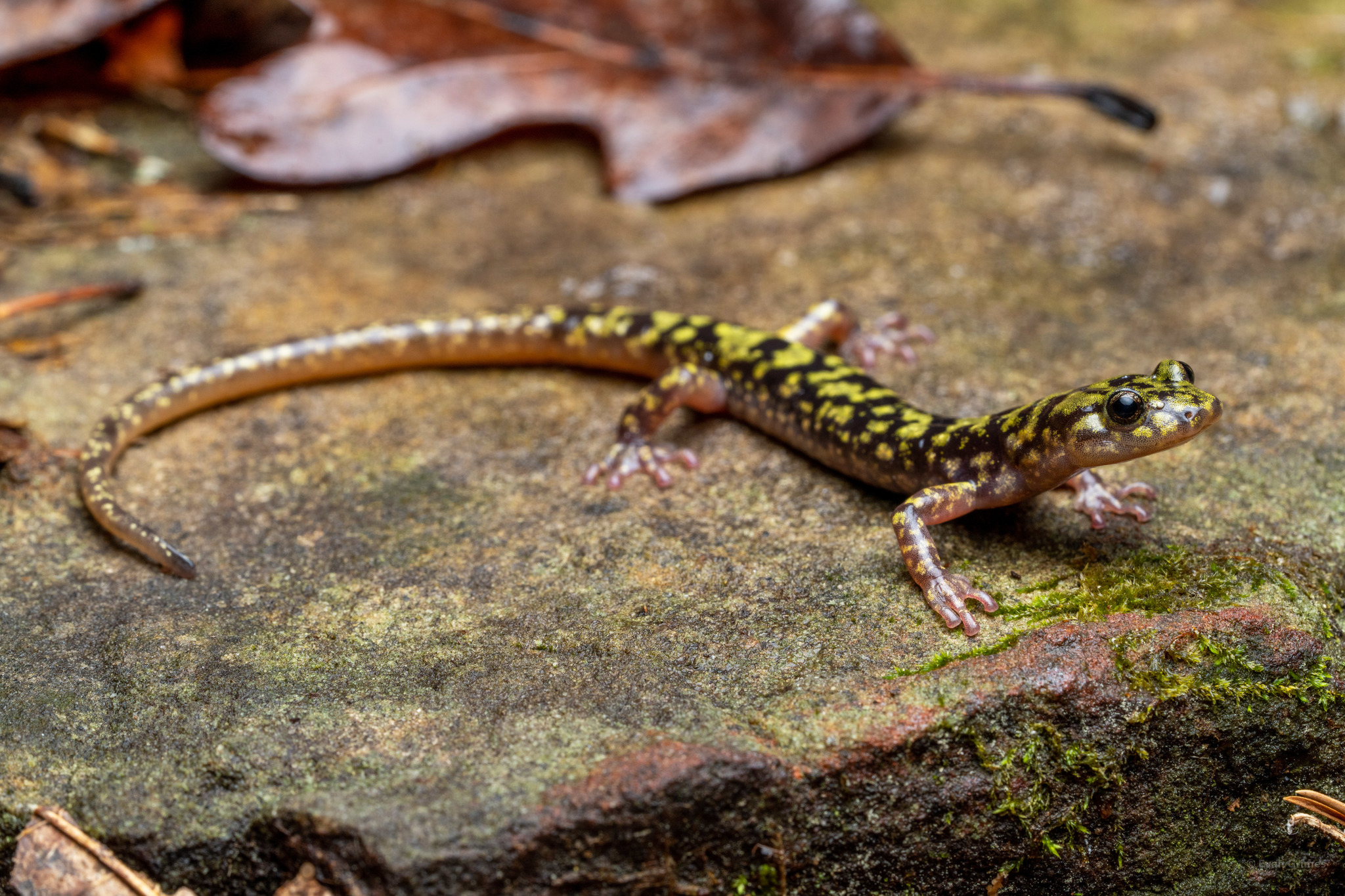
Seitenansicht von Aneides aeneus

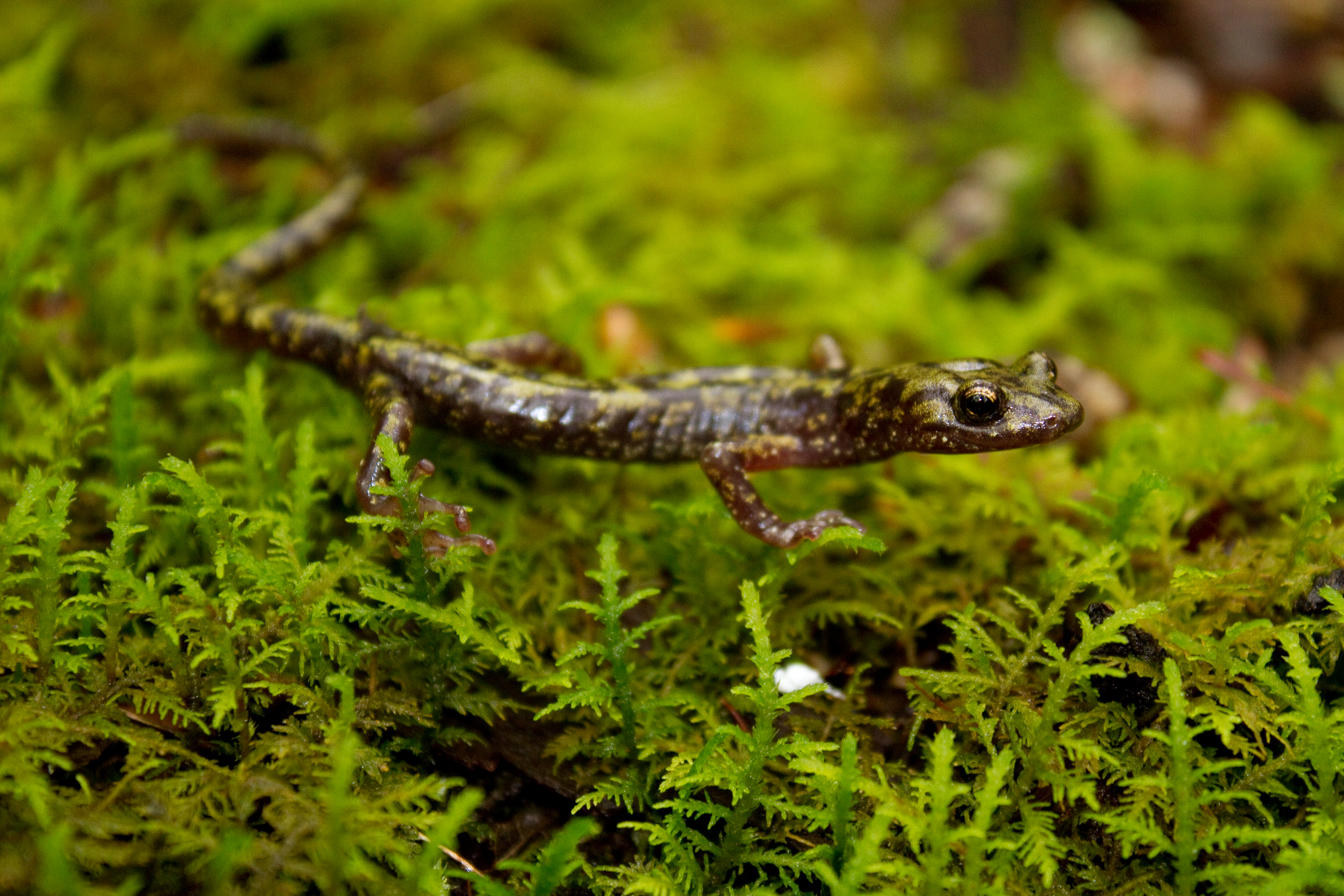
Aneides aeneus mit flachem Rumpf

Aneides aeneus, zuweilen auch als „Erzsalamander“ oder „Grüner Salamander“ bezeichnet, ist ein in Nordamerika vorkommender Schwanzlurch aus der Familie der Lungenlosen Salamander (Plethodontidae).  Der Artname leitet sich von dem lateinischen Wort aeneus mit der Bedeutung „bronzefarben“ ab und bezieht sich auf die Färbung erwachsener Individuen.

## Merkmale
Aneides aeneus erreicht eine Gesamtlänge von um die 14,0 Zentimeter. Der Rumpf ist stark abgeflacht und wird durch 14 bis 15 Rippenfurchen segmentiert. Von der schwärzlichen Oberseite hebt sich eine unregelmäßige gelbgrüne bis dunkel olivgrüne oder bronzefarbige Zeichnung ab, die auch den Kopf, den Schwanz und die Beine erfasst. Die Flanken sind weißgrau marmoriert, die Bauchfläche ist zeichnungslos dunkelgrau gefärbt. Auffallend sind die großen, hervortretenden Augen. Die Gliedmaßen sind lang und mit verlängerten Fingern und Zehen versehen.

## Ähnliche Arten
Aufgrund der grünlichen Zeichnungselemente, die keine andere Salamanderart zeigt, sind die erwachsenen Individuen von Aneides aeneus unverwechselbar.

## Verbreitung und Lebensraum
Das Verbreitungsgebiet von Aneides aeneus erstreckt sich etwa ab Pittsburgh im Norden entlang des Appalachenhochlands und des Cumberland Plateaus bis ungefähr nach Tuscaloosa im Süden. Die Salamander besiedeln bevorzugt feuchte Bergwälder. Im Allgemeinen leben sie in Höhen zwischen 140 und 1350 Metern.

## Lebensweise
Aneides aeneus-Baumsalamander halten sich gerne unter umgestürzten Baumstämmen, hinter der Borke oder in Felsspalten sowie in Steinhöhlen auf. Fließwasser muss nicht notwendigerweise in der Nähe sein, jedoch benötigen sie stets eine feuchte Umgebung, da ihnen Lungen fehlen und sie durch die feuchte Haut atmen. Deshalb bevorzugen sie kühle, gut beschattete Wälder mit hoher Luftfeuchtigkeit. Männchen verteidigen ihr Revier aggressiv gegen andere Männchen. Die Paarung findet überwiegend im späten Frühjahr statt und die Weibchen legen dann im Frühsommer Eier, die sie bevorzugt in feuchten Felsspalten deponieren. Ein Gelege kann je nach Region unterschiedlich groß sein, besteht jedoch zumeist aus 10 bis 30 Eiern. Die Weibchen bewachen das Gelege, bis die Jungtiere nach ca. 75 bis 90 Tagen schlüpfen. Ein aquatischer Lebensabschnitt findet nicht statt. Beide Geschlechter erreichen nach drei Jahren die Geschlechtsreife. Während der kalten Jahreszeit halten die Tiere eine Winterruhe, die je nach den regionalen Umweltbedingungen unterschiedlich lang andauern kann.

## Nahrung und Feinde

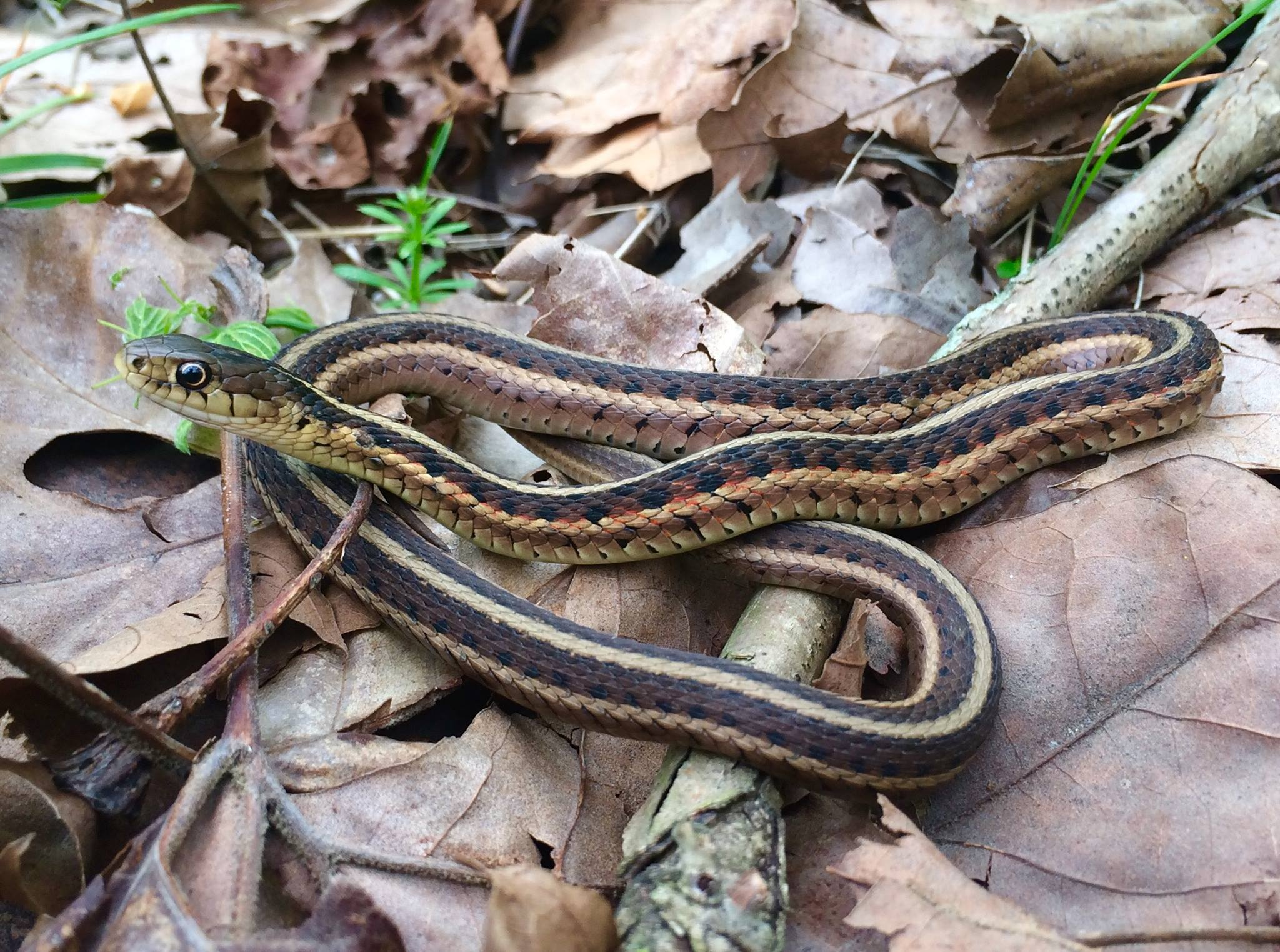
Gewöhnliche Strumpfbandnatter, ein Fressfeind

Die Nahrung von für Aneides aeneus besteht aus einem breiten Spektrum von kleinen Wirbellosen (Evertebrata), dazu zählen Schnecken, Spinnen und kleine Insekten.
Hauptfressfeinde sind Schlangen, beispielsweise die Halsbandnatter (Diadophis punctatus) sowie die Gewöhnliche Strumpfbandnatter (Thamnophis sirtalis). Die Salamander versuchen, eine Begegnung mit den Feinden zu vermeiden, indem sie überwiegend nachts aktiv sind. Am Tage sind sie im Moos oder auf Felsen aufgrund ihrer grünlichen und flechtenartigen Zeichnung gut getarnt. Bei Angriffen versuchen sie, durch starke Wellenbewegungen mit dem Schwanz, ihre Gegner zu beeindrucken.

## Gefährdung
Die Art wird von der Weltnaturschutzorganisation IUCN als „Near Threathened = potentiell gefährdet“ klassifiziert. Das Entfernen von Gesteinen aus Wäldern, der Bau von Straßen und anderen Einschnitten kann zu einer stärkeren Sonneneinstrahlung führen, wodurch sich das Mikroklima erwärmt und die Feuchtigkeit abnimmt. Dadurch werden mitunter Nist- und Nahrungsspalten der Salamander ausgetrocknet.